# 姫騎士アンジェリカ 〜あなたって、本当に最低の屑だわ!〜
『姫騎士アンジェリカ 〜あなたって、本当に最低の屑だわ!〜』（ひめきしアンジェリカ あなたってほんとうにさいていのくずだわ）は、2007年2月23日にSilky'sから発売された18禁アドベンチャーゲーム。

## 概要
みさくらなんこつを思わせる過激な淫語表現が話題となった作品である。その表現は他の追随を許さないとされ、音声収録時のスタジオには笑いが絶えなかったという。初回限定版にはおまけシナリオ2編、壁紙、システムボイスなどが収録された特典ディスクが付属している。
2008年にはmilkyによって全2巻でアダルトアニメ化されたほか、プレッサントエンジェルズからフィギュアが発売された。また、2009年にはアダルトアニメのダウンロード販売がDMMで開始された。

## ストーリー
主人公エルネストは、愛していたエルフの恋人クリスティーナがエルフの治めるロートシルト王国国王の第一王妃に選ばれたため、彼女と駆け落ちしようとする。しかし、約束の場に現れたのは黒衣の暗殺者達だった。エルネストは暗殺者に襲われて崖から川に落ちるが、漂着した先で賢者クラウディスに助けられ、一命を取り留める。
やがてクリスティーナと国王が結婚した事、彼女と彼が恋仲にあった事を知っていた自身の父を含む関係者全員が殺されていた事を知り、クリスティーナへの復讐を決意する。やがて力を蓄えたエルネストはクリスティーナの娘アンジェリカを攫い、弱みを握って王国に仕える事に成功する。かくして、運命の歯車を狂わされたエルネストの復讐劇が幕を開ける……。

## 登場人物
エルネスト・フォルトゥナート
声：神楽怜雄（OVAのみ）
エルフのクリスティーナと恋仲にあった人間の男。通称エル。裏切ったクリスティーナが暗殺者を差し向け、あまつさえ父や友人を皆殺しにしたと思い込み、彼女への復讐を誓う（実際はロートシルト王国のアレックス王がクリスティーナをものにすべく、彼女を脅迫した上でエルネストらを暗殺する計画だった）。かつては心優しい青年だったが、復讐心に突き動かされ目的の為には手段を選ばない非情な人間となっているものの、非情に徹しきれない所も多々見られる。アンジェリカを助けた恩人としてロートシルト王国に仕え、囚人によって構成された師団の師団長に任命させられる。剣術と魔法に長けている。
アンジェリカ・ロートシルト
声：サトウユキ
クリスティーナの娘でロートシルト王国の王女。騎士団を率い金色の姫騎士の2つ名を持ち、部下や国民に慕われている。礼儀正しいが気が強く、やや高飛車な金髪翠眼の美女。ダークエルフの王国と同盟を結ぶため、王子との結婚を控えていたが主人公に攫われ媚薬を盛られた上で処女を奪われる。その時の光景をクリスタルに記録されて弱みを握られたため主人公に逆らえなくなる。
フローラ・ファンファーニ
声：青川ナガレ
ロートシルト国王の娘で、アンジェリカとは腹違いの義理の妹。母親が妾で、自身も失明したため王位継承権と爵位を失ってしまう。長らく孤独な生活を送っていたため、引っ込み思案で暗い性格をしている。しかし敵対国の人間であるエルネストを迎え入れるため、彼の妻となる。後にエルネストの渡した生命力を込めた指輪によって光を取り戻し、何かと自分を気遣い優しくしてくれるエルネストをお兄様と呼んで慕っているが、無論主人公の企みには気付いていない。
クリスティーナ・ロートシルト
声：風華
ロートシルト王国の第一王妃。かつてはエルネストと恋仲であり王妃に選ばれた時彼と駆け落ちしようとするが、父親を殺すと脅迫されたためにエルネストを裏切ってしまう。エルネストを裏切った罪の意識に苛まれており、妃となった今でも彼のことを愛している。
セラフィーナ・ストラーロ
声：白井綾乃
ロートシルト王国に仕えるダークエルフの英雄。浅黒い肌と赤い瞳の持ち主。2本の剣を使う凄腕の戦士で、踊り狂う殺戮者と呼ばれ、今まで数多の人間を殺めてきた。自分よりも弱い奴や敵には特に容赦が無い。実は人間の男に強姦された過去があり、これが元で人間を嫌っている。当初はエルネストを人間と呼んで見下していたが、自慰の光景を記録され以降彼の手駒となる。
アレックス
声：非公開
エルフが支配するロートシルト王国の国王。人間の国に宣戦布告され、ダークエルフの国と同盟を結ぶために娘のアンジェリカとダークエルフの王子を政略結婚させようとする。かつてクリスティーナを手に入れるため、父親を殺すと脅迫してエルネストを裏切らせ、更に二人の交際を知っていた関係者を皆殺しにした。しかも、これをクリスティーナに知らせないなど腹黒い性格の持ち主。女好きで多数の妃をかこっているが、クリスティーナには今は興味を持っていない。
クラウディス
声：なし
有名な賢者。気を失って流れ付いたエルネストを助け、彼を弟子にするが、他人の生体エネルギーを吸い取る禁忌の魔法を研究しだしたエルネストをとがめたため、彼に生体エネルギーを吸いつくされ殺された。
ジュリオ
声：非公開
エルネストを暗殺しようとした暗殺者の息子で、ロートシルト王国の第2師団長を務める、体格のいいエルフ。かつてフローラの婚約者だった。

## スタッフ
- プロデューサー - 櫻井秀朗
- 原画 - イシガキタカシ
- シナリオ - 関町台風、巽ヒロヲ、大空小次郎
- 音楽 - クワイア
  - 主題歌「月と太陽」
  - 作詞 - GOZO53. / 作曲 - Keeny'K / 歌 - 安保さゆり

## アダルトアニメ
2008年、『姫騎士アンジェリカ THE ANIMATION』のタイトルで発売された，全2巻。
キャスト
アンジェリカ・ロートシルト：サトウユキ
フローラ・ファンファーニ：青川ナガレ
クリスティーナ・ロートシルト：風華
セラフィーナ・ストラーロ：白井綾乃（第2話のみ）
エルネスト・フォルトゥナート：神楽怜雄

## モバイル版
au18禁アプリとして「虹屋」よりリリースされた。